# Rhyssemus africanus
Rhyssemus africanus är en skalbaggsart som beskrevs av Rudolph Petrovitz 1963. Rhyssemus africanus ingår i släktet Rhyssemus och familjen Aphodiidae. Inga underarter finns listade i Catalogue of Life.